# 索维涅莱佩姆
索维涅莱佩姆（法語：Sauvigney-lès-Pesmes，法語發音：[soviɲɛ lɛ pɛm]，意为“佩姆附近的索维涅”）是法国上索恩省的一个市镇，属于沃苏勒区。

## 地理
索维涅莱佩姆（47°18'7"N, 5°34'11"E）面积6.35 平方千米，位于法国勃艮第-弗朗什-孔泰大區上索恩省，该省份为法国东部内陆省份，北起顺时针与孚日省、贝尔福地区省、杜省、汝拉省、科多尔省和上马恩省接壤。
与索维涅莱佩姆接壤的市镇（或旧市镇、城区）包括：布鲁瓦-欧比涅-蒙瑟尼、佩姆。

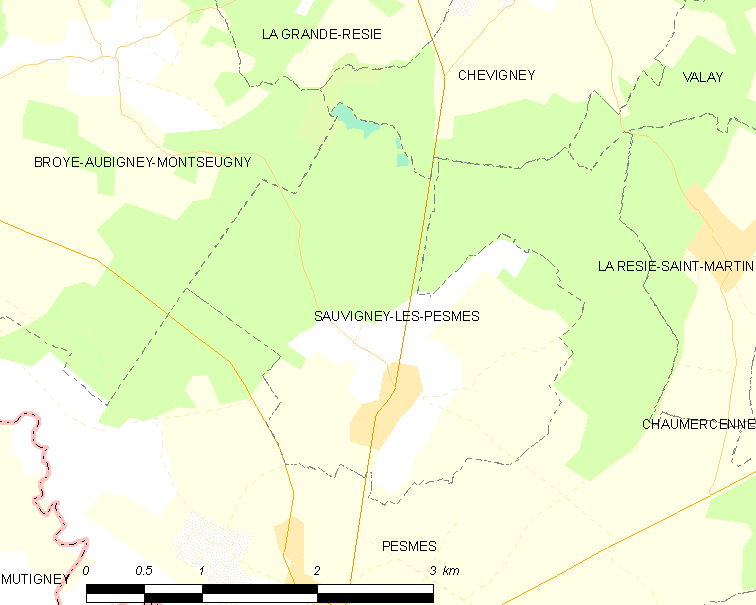
索维涅莱佩姆的OSM定位图

索维涅莱佩姆的时区为UTC+01:00、UTC+02:00（夏令时）。

## 行政
索维涅莱佩姆的邮政编码为70140，INSEE市镇编码为70480。

## 政治
索维涅莱佩姆所属的省级选区为马尔奈县。

## 人口

1962-2008年间索维涅莱佩姆人口变化图示

索维涅莱佩姆于2022年1月1日时的人口数量为158人。